# DAMAC Residenze
Pour les articles homonymes, voir Océan (homonymie).
Le DAMAC Residenze  également appelé le DAMAC Heights et l'Ocean Heights 2, est un gratte-ciel en construction situé à Dubaï (Émirats arabes unis). Il a atteint sa hauteur définitive de 335 mètres. Son achèvement est prévu pour 2018.